# Flet z Divje Babe

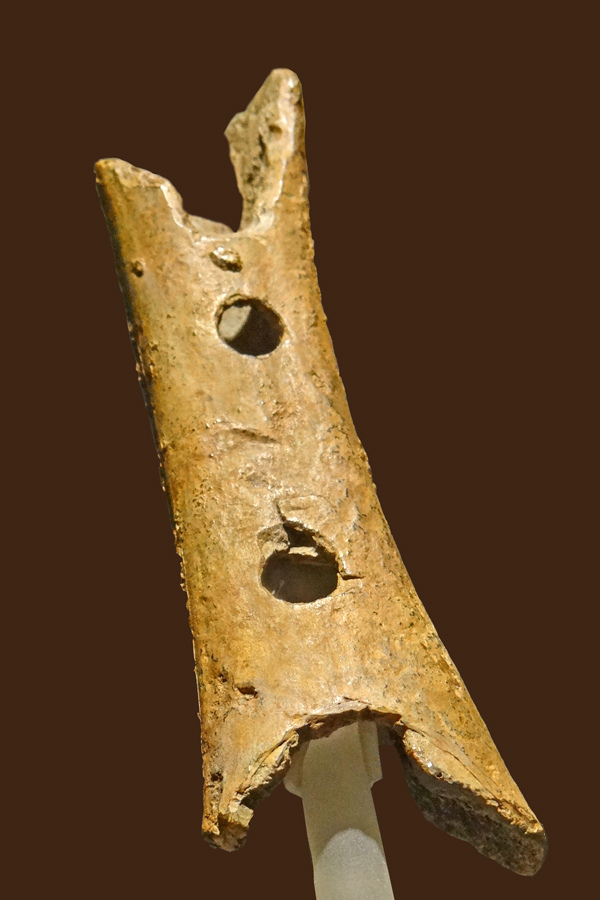
Flet z Divje Babe

Flet z Divje Babe – kontrowersyjny artefakt paleolityczny znaleziony na terenie Słowenii. Uważany jest za najstarszy na świecie znany instrument muzyczny, prawdopodobnie wytworzony przez neandertalczyka.
Przedmiot został odkryty w lipcu 1995 roku w jaskini Divje Babe, położonej na wysokości 500 m n.p.m. w słoweńskiej części Alp. Wewnątrz jaskini znajduje się wielowarstwowe stanowisko z okresu środkowego i górnego paleolitu, które zasiedlone było przez neandertalczyków i człowieka z Cro-Magnon. W warstwie 8a, datowanej metodą rezonansu spinowego na 46-44,6 tys. lat temu, odnaleziony został fragment kości udowej niedźwiedzia o długości 12 cm, z dwoma okrągłymi otworami. Zdaniem niektórych zostały one wywiercone przy pomocy narzędzi kamiennych. Znalezisko zostało przez część badaczy zinterpretowane jako najstarszy typ fletu, wzbudzając dyskusję na temat konieczności rewizji poglądu o stopniu zaawansowania kultury neandertalskiej. Krytycy odrzucili antropogeniczne pochodzenie dziur w kości, twierdząc, iż mają one pochodzenie naturalne i zostały przebite zębami jakiegoś drapieżnika. Ivan Turk w artykule opublikowanym na łamach czasopisma Arheološki Vestnik (t. 32, s. 25-79, 2001 r.) bronił jednak intencjonalnego pochodzenia otworów, wskazując na nieliczne ślady obecności drapieżników w badanej warstwie. Ponieważ chronologia warstwy 8a poprzedza pojawienie się pierwszych górnopaleolitycznych przemysłów, flet musiałby być wynikiem własnej inwencji neandertalczyków, bez postulowanego przez niektórych zapożyczenia od kromaniończyków.